# Mexikanskt muhlygräs
Mexikanskt muhlygräs (Muhlenbergia mexicana) är en gräsart som först beskrevs av Carl von Linné, och fick sitt nu gällande namn av Carl Bernhard von Trinius. Enligt Catalogue of Life ingår Mexikanskt muhlygräs i släktet muhlygräs och familjen gräs, men enligt Dyntaxa är tillhörigheten istället släktet muhlygräs och familjen gräs. Arten har ej påträffats i Sverige. Inga underarter finns listade i Catalogue of Life.

## Bildgalleri

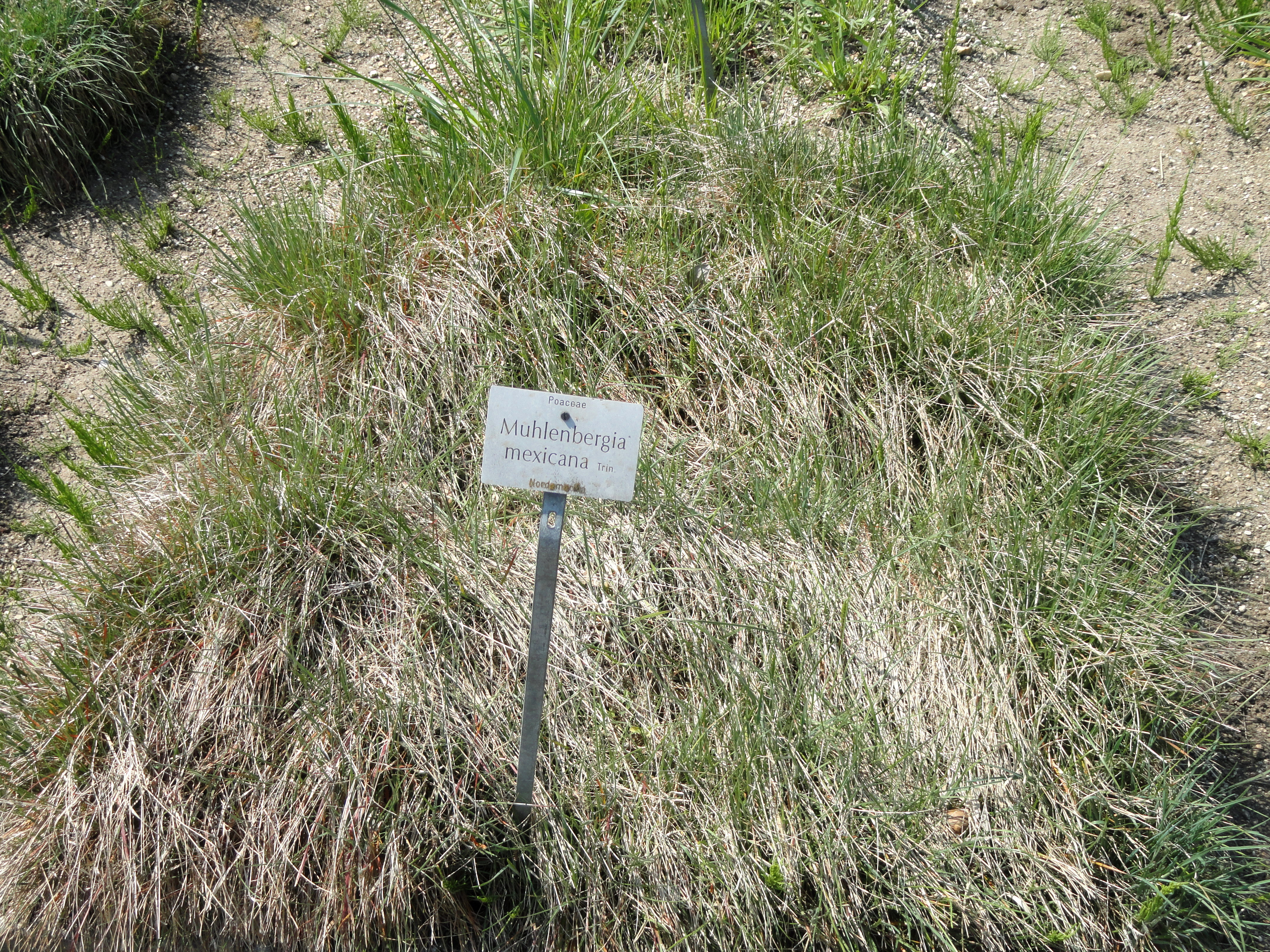